# Lycaena lampsie
Lycaena lampsie är en fjärilsart som beskrevs av Pierre André Latreille. Lycaena lampsie ingår i släktet Lycaena och familjen juvelvingar. Inga underarter finns listade i Catalogue of Life.